# Береговое (Костанайская область)
Береговое (каз. Береговой) — село в Тарановском районе Костанайской области Казахстана. Административный центр Калининского сельского округа. Код КАТО — 396445100.

## География
Село находится в 42 км к востоку от районного центра села Тарановское и в 65 км к юго-западу от областного центра города Костанай на восточном берегу Каратомарского водохранилища.

## История
Село было основано 4 ноября 1954 года в качестве центральной усадьбы совхоза «Викторовский».

## Население
В 1999 году население села составляло 1552 человека (756 мужчин и 796 женщин). По данным переписи 2009 года, в селе проживал 1581 человек (756 мужчин и 825 женщин).
По данным на 1 июля 2013 года население села составляло 1495 человек.